# Cie Frazier
Josiah 'Cie' Frazier (New Orleans, 23 februari 1904 - aldaar, 10 januari 1985) was een Amerikaanse drummer in de dixieland-jazz.

## Biografie
Frazier kreeg les van drummer Louis Cottrell Sr (1921), Red Happy Bolton en Face-O-Woods. Hij speelde in de Golden Rule Band (met o.m. neef Lawrence Marrero) en in het Young Tuxedo Orchestra. In 1927 maakte hij opnames met Papa Celestin. Hij was lid van het orkest van Armand J. Piron en werkte met de Sunny South Band en het Sidney Desvigne Orchestra, daarna was hij actief in groepen van de Works Progress Administration. Tijdens zijn diensttijd (1942-1945) in de marine speelde hij in dancebands.
In 1945 nam hij op met Wooden Joe Nicholas en in de jaren 50 werkte hij opnieuw met Celestin, alsook met Percy Humphrey en de Eureka Brass Band. In zijn latere jaren trad hij regelmatig op met de Preservation Hall Jazz Band en speelde  hij met verschillende lokale brassbands in New Orleans, zoals Young Tuxedo Band, Emile Barnes' Louisiana Joymakers, Kid Howard's La Vida Band en de Eureka Brass Band. Frazier, die tevens gespeeld heeft met Billie Pierce en Dede Pierce, Paul Barbarin en Sweet Emma Barrett, werkte in de jaren 1927-1983 mee aan 104 opnamesessies.

## Discografie (selectie)
- George Lewis – Endless the Trek Endless the Search (1962)
- Percy Humphrey featuring Sweet Emma – Living New Orleans Jazz – 1974
- Wooden Joe's New Orleans Band – A Nite At Artesian Hall